# Březí (Dražíč)
Březí (německy Bries) je malá vesnice, část obce Dražíč v okrese České Budějovice v Jihočeském kraji. Nachází se asi dva kilometry západně od Dražíče. Je zde evidováno 12 adres. V roce 2011 zde trvale žilo patnáct obyvatel. K odlišení od jen 200 metrů severně ležícího Březí je někdy je označováno jako Dražíčské Březí.
Březí leží v katastrálním území Dražíč o výměře 11,35 km².

## Historie
První písemná zmínka o vesnici pochází z roku 1482.

## Obyvatelstvo
| Rok            | 1869 | 1880 | 1890 | 1900 | 1910 | 1921 | 1930 | 1950 | 1961 | 1970 | 1980 | 1991 | 2001 | 2011 | 2021 |
| -------------- | ---- | ---- | ---- | ---- | ---- | ---- | ---- | ---- | ---- | ---- | ---- | ---- | ---- | ---- | ---- |
| Počet obyvatel | 79   | 96   | 82   | 65   | 61   | 59   | 56   | 60   | 48   | 46   | 31   | 21   | 16   | 15   | 10   |
| Počet domů     | 11   | 11   | 11   | 11   | 11   | 11   | 11   | 12   | 11   | 10   | 8    | 12   | 12   | 12   | 12   |

## Další fotografie

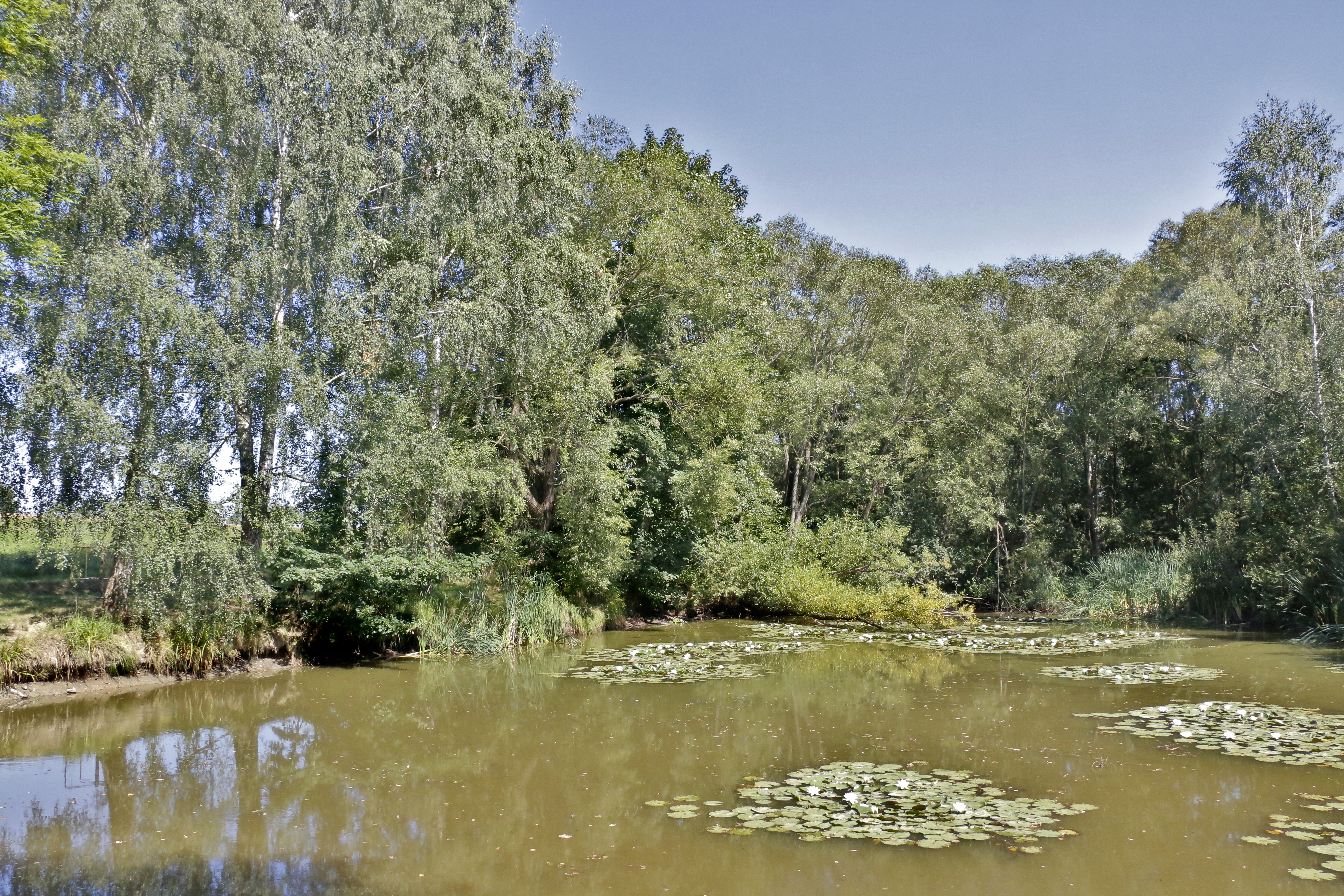
Malý rybník u vsi
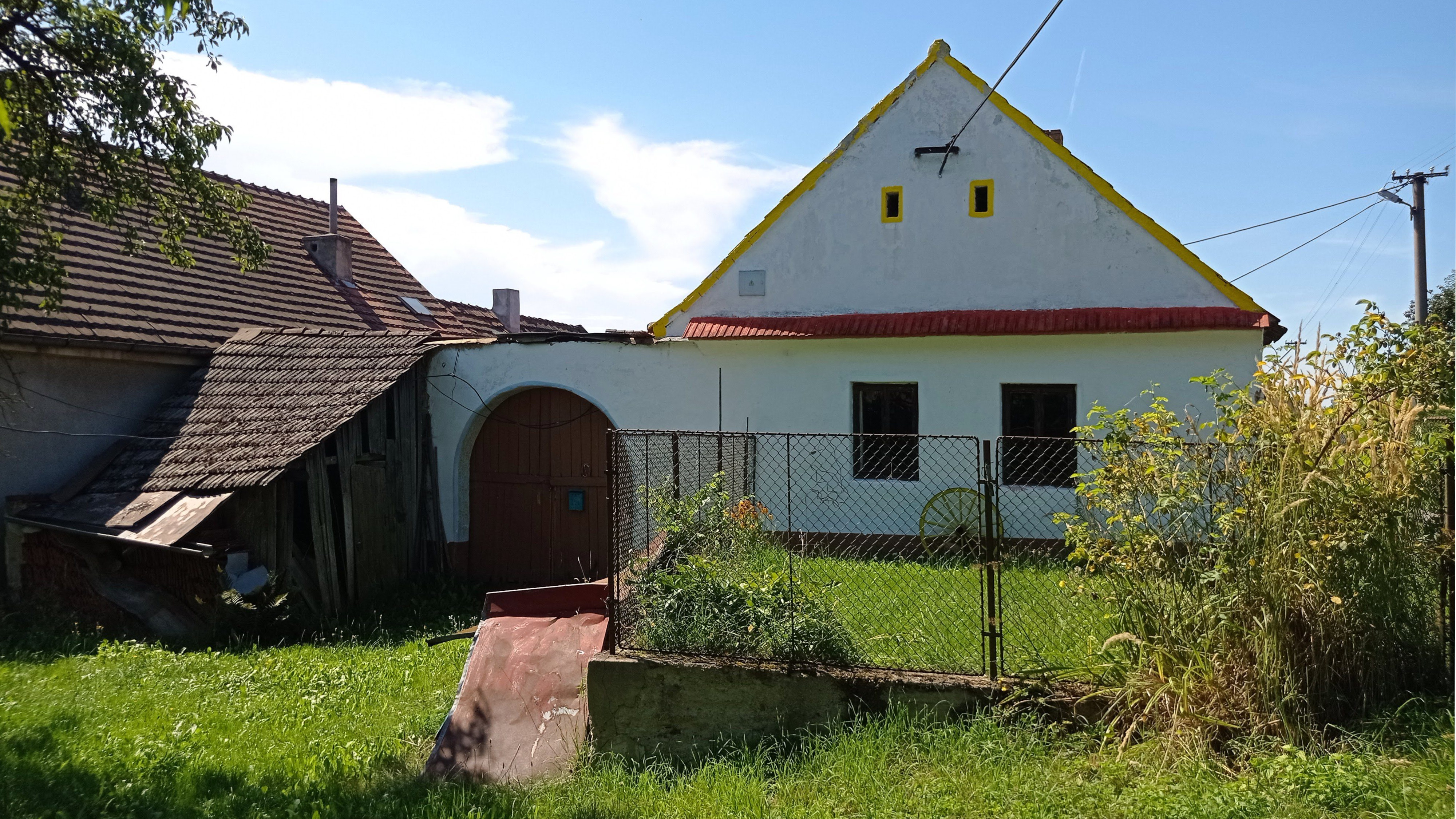
Stavení čp. 4